# 门家庄乡
门家庄乡是中华人民共和国河北省衡水市冀州区下辖的一个乡。

## 行政区划
门家庄乡下辖以下村级行政区划单位：
东堤北村、西堤北村、堤北桥村、门家庄村、西堤张村、西赵家庄村、魏西王村、西徐家庄村、丁家庄村、稍门口村、魏家庄村、魏辛庄村、西野庄头村、魏西张村、王海村、零藏口村和西韩家庄村。